# D-formes
D-formes es una banda bogotana de Rock / Screamo formada en Bogotá, Colombia a mediados del 2004 por JuanDa Morales, Leonardo Valenzuela, Juan Pablo Landinez, Juan Camilo Pérez e Isaac Guerrero. Es considerada una de las bandas más importantes del rock undeground en Colombia. Su último disco "Once:Once" fue considerado uno de los mejores discos de rock nacional de 2009 por la revista Shock. También han sido nominados a 4 Premios Shock, Ganando el de "Mejor Artista Alternativo 2007". D-formes es uno de los artistas más escuchados en la plataforma de Myspace.

## Integrantes
Miembros actuales
- Leo Valenzuela – Voz (2005–presente)
- JuanDa Morales – Guitarra, Voz. (2005–presente)
- Juan Pablo Landinez – Guitarra. (2005–presente)
- David Duque – Bajo. (2010–presente)

Miembros anteriores
- Isaac Guerrero – Bajo. (2005–2010)
- Juan Camilo Pérez – Batería. (2005–2012)
- Marco Rodríguez "Mayeyo" - Batería (2012-2013)

## Discografía
- Yo Estare Bien Demo (2004)
- Desaparecer Ep (2005)
- Devuelve el Tiempo (2006)
- Once:Once (2009)
- El Escape EP (2012)

## Videos
- Tiempo Atrás (2006)
- Yo Estaré Bien (2009)
- Desaparecer (2009)
- Yo Estaré Bien Lesson (2009)
- Cuanto Ocultas En Underoath (2009)
- Introducción - Lanzamiento Once:Once (2009)

- Carta (Video Oficial) (2016)